# Saison 1932-1933 du Stade rennais UC
Maillots
Chronologie
Saison précédente Saison suivante
La saison 1932-1933 du Stade rennais Université Club débute le 11 septembre 1932 avec la première journée du premier Championnat de France de football professionnel, alors dénommé Championnat National, pour se terminer le 30 avril 1933 avec la dernière journée de cette même compétition.
Le Stade rennais UC est également engagé en Coupe de France.

## Résumé de la saison
Dès l'introduction du professionnalisme en France, le Stade rennais fait partie de l'aventure. Absent volontairement de toute compétition depuis 1929 en signe de protestation contre l'organisation du championnat mis en place par la Ligue de l'Ouest de Football-Association (LOFA, ancêtre de la Ligue de Bretagne), le club breton revient donc aux affaires.
Pour son premier match de l'ère professionnelle, le Stade rennais remporte sa première victoire, sur le terrain du Stade Saint-Symphorien face au FC Metz (2 - 1). Le premier but rennais est marqué par l'Allemand Walter Kaiser à la 52e minute de jeu. Quelques jours plus tard, le premier match disputé au stade de la route de Lorient est également une réussite (victoire 3 - 1 contre le CA Paris).
Longtemps, le Stade rennais semble en course pour la première place du groupe B, qualificative pour la finale du championnat de France. Mais son efficacité à domicile (meilleure équipe du groupe sur son terrain) sera contrebalancée par ses manques à l'extérieur (deuxième plus mauvaise équipe loin de ses bases). Après la mi-janvier, l'équipe rennaise s'écroule totalement, pour boucler cette première saison à une décevante sixième place.
Consolation, Walter Kaiser, avec 15 buts, est consacré meilleur buteur de cette première édition du championnat de France, à égalité avec l'attaquant du Club français Robert Mercier.
En Coupe de France, les Rennais réalisent un bon parcours, mais buttent en huitièmes de finale sur la solide équipe de l'Olympique d'Antibes (3 - 6).

## Transferts en 1932-1933
| Nom              | Nationalité     | Provenance/Destination |
| Arrivées         |                 |                        |
| Olivier Brard    | France          | AS Citroën Paris       |
| Jean Collet      | France          | CPB Rennes             |
| Ernest Huet      | France          | Dinard ASC             |
| Robert Le Moal   | France          | US Servannaise         |
| Jean Pariset     | France          | Cadets de Bretagne     |
| Henri Poujol     | France          | Stade raphaëlois       |
| Vladar Prosek    | Tchécoslovaquie | Rapid Prague           |
| Marcel Toussaint | France          | Dinard ASC             |
| Jaroslav Vojta   | Tchécoslovaquie | SK Slavia Prague       |

## L'effectif de la saison
| Poste | Nat. | Nom              | Naissance         | Sélection | Championnat | Championnat | Coupe France | Coupe France | Total Saison | Total Saison |
| Poste | Nat. | Nom              | Naissance         | Sélection | M           | But inscrit | M            | But inscrit  | M            | But inscrit  |
| ----- | ---- | ---------------- | ----------------- | --------- | ----------- | ----------- | ------------ | ------------ | ------------ | ------------ |
| M     | FRA  | Siméon Belliard  | 28 octobre 1905   | -         | 2           | 0           | 2            | 0            | 4            | 0            |
| M     | TCH  | Jaroslav Bouček  | 13 décembre 1912  | A         | 15          | 1           | 5            | 1            | 20           | 2            |
| A     | FRA  | Olivier Brard    | 24 août 1904      | -         | 1           | 2           | 1            | 0            | 2            | 2            |
| G     | FRA  | Jean Collet      | 21 juin 1911      | -         | 5           | 0           | 3            | 0            | 8            | 0            |
| A     | FRA  | Marcel Decoux    | 13 novembre 1910  | -         | 0           | 0           | 2            | 0            | 2            | 0            |
| A     | FRA  | Julien Dominique | 22 février 1906   | -         | 17          | 11          | 6            | 6            | 23           | 17           |
| A     | FRA  | Henri Fournis    | 21 juillet 1912   | -         | 11          | 2           | 1            | 0            | 12           | 2            |
| D     | FRA  | Auguste Gervot   | 28 janvier 1910   | -         | 0           | 0           | 1            | 0            | 1            | 0            |
| M     | FRA  | André Heslot     | 4 octobre 1902    | -         | 0           | 0           | 1            | 0            | 1            | 0            |
| A     | FRA  | Ernest Huet      | 9 août 1909       | -         | 9           | 4           | 5            | 5            | 14           | 9            |
| A     | FRA  | Jacques Jean     | 28 juillet 1906   | -         | 8           | 0           | 4            | 0            | 12           | 0            |
| A     | ALL  | Walter Kaiser    | 2 novembre 1907   | -         | 17          | 15          | 6            | 7            | 23           | 22           |
| M     | FRA  | Félix Le Gentil  | 6 janvier 1906    | -         | 2           | 0           | 2            | 0            | 4            | 0            |
| M     | FRA  | Robert Le Moal   | 1er octobre 1903  | B         | 18          | 0           | 6            | 1            | 24           | 1            |
| A     | FRA  | Marcel Leprince  | 26 avril 1903     | B         | 4           | 0           | 3            | 1            | 7            | 1            |
| A     | FRA  | Hervé Marc       | 12 octobre 1903   | A         | 8           | 0           | 0            | 0            | 8            | 0            |
| G     | FRA  | Édouard Monoré   | 1er novembre 1907 | B         | 12          | 0           | 3            | 0            | 15           | 0            |
| D     | TCH  | Vaclav Mrazek    | ?                 | -         | 18          | 1           | 2            | 0            | 20           | 1            |
| M     | FRA  | Jean Pariset     | 17 juin 1909      | -         | 1           | 0           | 1            | 0            | 2            | 0            |
| A     | FRA  | Henri Poujol     | ?                 | -         | 3           | 0           | 0            | 0            | 3            | 0            |
| A     | TCH  | Vladar Prosek    | ?                 | -         | 1           | 0           | 0            | 0            | 1            | 0            |
| M     | ALL  | Fritz Raemer     | ?                 | -         | 3           | 0           | 0            | 0            | 3            | 0            |
| D     | TCH  | Georges Séfelin  | 18 avril 1912     | A         | 17          | 0           | 5            | 1            | 22           | 1            |
| M     | FRA  | Adolphe Touffait | 20 mars 1907      | A         | 8           | 0           | 1            | 0            | 9            | 0            |
| A     | FRA  | Marcel Toussaint | 12 avril 1908     | -         | 6           | 3           | 3            | 0            | 9            | 3            |
| A     | FRA  | Lucien Vaillant  | 30 novembre 1907  | B         | 11          | 1           | 3            | 0            | 14           | 1            |
| G     | TCH  | Jaroslav Vojta   | ?                 | -         | 1           | 0           | 0            | 0            | 1            | 0            |

1. ↑  G, Gardien de but ; D, Défenseur ; M, Milieu de terrain ; A, Attaquant
2. ↑  Nationalité sportive, certains joueurs possédant une double-nationalité
3. ↑  sélection la plus élevée obtenue

## Équipe-type
Il s'agit de la formation la plus courante rencontrée en championnat.

## Les rencontres de la saison

### Liste
| Match | Date         | Compétition     | Tour        | Adversaire      | Lieu | Score | Class. | Buteurs pour le Stade rennais  |
| ----- | ------------ | --------------- | ----------- | --------------- | ---- | ----- | ------ | ------------------------------ |
| 1     | 11 septembre | National        | 1           | Metz            | E    | 2–1   | 2      | Kaiser Dominique               |
| 2     | 18 septembre | National        | 2           | CA Paris        | D    | 3–1   | 2      | Fidon (csc) Vaillant Dominique |
| 3     | 25 septembre | National        | 3           | Red Star        | E    | 2-6   | 4      | Dominique Kaiser               |
| 4     | 2 octobre    | National        | 4           | Antibes         | E    | 1–3   | 5      | Dominique                      |
| 5     | 9 octobre    | Coupe de France | 2e tour     | Brest           | E    | 6-3   | 6-3    | Dominique Kaiser Leprince      |
| 6     | 16 octobre   | National        | 5           | Fives           | D    | 0–1   | 6      |                                |
| 7     | 23 octobre   | National        | 6           | Alès            | D    | 4-0   | 5      | Fournis Dominique Kaiser       |
| 8     | 30 octobre   | Coupe de France | 3e tour     | UA XVIème Paris | D    | 3-2   | 3-2    | Le Moal Dominique              |
| 9     | 6 novembre   | National        | 7           | Cannes          | D    | 5–4   | 3      | Dominique Kaiser Toussaint     |
| 10    | 11 novembre  | National        | 8           | Sochaux         | E    | 1–2   | 4      | Bouček                         |
| 11    | 20 novembre  | National        | 9           | Montpellier     | D    | 6–1   | 3      | Huet Fournis Kaiser Toussaint  |
| 12    | 27 novembre  | Coupe de France | 4e tour     | FC Bordeaux     | E    | 4-3   | 4-3    | Séfelin Huet                   |
| 13    | 11 décembre  | National        | 10          | Metz            | D    | 4–0   | 3      | Brard Kaiser                   |
| 14    | 18 décembre  | Coupe de France | 1/32 finale | Cherbourg       | D    | 2-1   | 2-1    | Kaiser                         |
| 15    | 24 décembre  | National        | 11          | CA Paris        | E    | 1–3   | 3      | Kaiser                         |
| 16    | 8 janvier    | Coupe de France | 1/16 finale | Mulhouse        | N    | 4-3   | 4-3    | Bouček Huet Kaiser             |
| 17    | 15 janvier   | National        | 12          | Red Star        | D    | 3-1   | 2      | Mrazek Huet                    |
| 18    | 29 janvier   | National        | 13          | Antibes         | D    | 0-0   | 3      |                                |
| 19    | 5 février    | Coupe de France | 1/8 finale  | Antibes         | N    | 3-6   | 3-6    | Huet Dominique Kaiser          |
| 20    | 19 février   | National        | 14          | Fives           | E    | 4–4   | 4      | Dominique Kaiser               |
| 21    | 5 mars       | National        | 15          | Cannes          | E    | 0–3   | 3      |                                |
| 22    | 12 mars      | National        | 16          | Alès            | E    | 4-4   | 5      | Dominique Kaiser               |
| 23    | 2 avril      | National        | 17          | Sochaux         | D    | 1-1   | 6      | Kaiser                         |
| 24    | 30 avril     | National        | 18          | Montpellier     | E    | 0–1   | 6      |                                |

1. ↑  N : terrain neutre ; D : à domicile ; E : à l'extérieur ; drapeau : pays du lieu du match international

## Bilan des compétitions
| Compétition          | Vainqueur final   | Débute au tour | Place ou tour final | Première rencontre | Dernière rencontre | Nombre |
| -------------------- | ----------------- | -------------- | ------------------- | ------------------ | ------------------ | ------ |
| Championnat National | Olympique lillois | 1re journée    | 12e Groupe B        | 11 septembre 1932  | 30 avril 1933      | 18     |
| Coupe de France      | Excelsior Roubaix | Deuxième tour  | 1/8 de finale       | 9 octobre 1932     | 5 février 1933     | 6      |

### Division 1

#### Classement
| Rang | Équipe                            | Pts | J  | G | N | P  | Bp | Bc | Diff |
| ---- | --------------------------------- | --- | -- | - | - | -- | -- | -- | ---- |
| 3    | Sochaux                           | 22  | 18 | 9 | 4 | 5  | 40 | 31 | +9   |
| 4    | Montpellier                       | 21  | 18 | 9 | 3 | 6  | 37 | 36 | +1   |
| 5    | CA Paris                          | 20  | 18 | 8 | 4 | 6  | 38 | 37 | +1   |
| 6    | Rennes                            | 18  | 18 | 7 | 4 | 7  | 41 | 36 | +5   |
| 7    | Fives                             | 17  | 18 | 6 | 5 | 7  | 42 | 48 | -6   |
| 8    | Red Star Relégation en Division 2 | 14  | 18 | 4 | 6 | 8  | 38 | 29 | +9   |
| 9    | Metz Relégation en Division 2     | 13  | 18 | 5 | 3 | 10 | 25 | 51 | -26  |

#### Résultats
| Total  | Total  | Total | Total | Total | Total | Total | Total | Domicile | Domicile | Domicile | Domicile | Domicile | Domicile | Extérieur | Extérieur | Extérieur | Extérieur | Extérieur | Extérieur |
| Matchs | Points | V     | N     | D     | BP    | BC    | Diff. | V        | N        | D        | BP       | BC       | Diff.    | V         | N         | D         | BP        | BC        | Diff.     |
| ------ | ------ | ----- | ----- | ----- | ----- | ----- | ----- | -------- | -------- | -------- | -------- | -------- | -------- | --------- | --------- | --------- | --------- | --------- | --------- |
| 18     | 18     | 7     | 4     | 7     | 41    | 36    | +5    | 6        | 2        | 1        | 26       | 9        | +17      | 1         | 2         | 6         | 15        | 27        | -12       |

#### Résultats par journée
| Journée   | 01 | 02 | 03 | 04 | 05 | 06 | 07 | 08 | 09 | 10 | 11 | 12 | 13 | 14 | 15 | 16 | 17 | 18 |
| --------- | -- | -- | -- | -- | -- | -- | -- | -- | -- | -- | -- | -- | -- | -- | -- | -- | -- | -- |
| Terrain   | E  | D  | E  | E  | D  | D  | D  | E  | D  | D  | E  | D  | D  | E  | E  | E  | D  | E  |
| Résultats | V  | V  | D  | D  | D  | V  | V  | D  | V  | V  | D  | V  | N  | N  | D  | N  | N  | D  |
| Points    | 2  | 4  | 4  | 4  | 4  | 6  | 8  | 8  | 10 | 12 | 12 | 14 | 15 | 16 | 16 | 17 | 18 | 18 |
| Place     | 2  | 2  | 4  | 5  | 6  | 5  | 3  | 4  | 3  | 3  | 3  | 2  | 3  | 4  | 3  | 5  | 6  | 6  |

Source : Liste des rencontres

Terrain : D = Domicile ; E = Extérieur. Résultat: D = Défaite ; N = Nul ; V = Victoire.